# Можжевельник чешуйчатый
Можжевельник чешуйчатый (лат. Juniperus squamata) — вид растений рода Можжевельник семейства Кипарисовые.

## Распространение
Встречается в Китае, на Тайване, в ареал входят Восточные Гималаи. В естественных условиях растёт в горах.

## Описание
Густо ветвистый кустарник , двудомный. Вырастают высотой до 1,3 — 1,5 м . Шишкоягоды черные, блестящие, созревают на следующий год. Хвоя 0,5 — 0,8 см длиной, расположена по 3 в мутовках. Древесина дерева устойчива против гниения. В посадках весьма декоративен. Засухоустойчив, малотребователен к почве.

## В культуре
Зоны морозостойкости: от 5b до более тёплых. В отдельные годы в условиях Московской области растения могут вымерзать, что проявляется в виде морозобоин на отдельных ветвях, побурением и усыханием хвои и ветвей.

## Некоторые сорта
- 'Blue star'
- 'Loderii'